# 2018 GE3
2018 GE3 — астероид, пересекающий орбиты Меркурия, Венеры, Земли и Марса. Относится к группе аполлонов. При открытии получил предварительное обозначение ZG009C1. Был обнаружен 14 апреля 2018 года в созвездии Весы небесным обзором Catalina Sky Survey (штат Аризона, США). Блеск при открытии составил +15,6m.
В афелии удаляется от Солнца на 506 млн км, в перигелии приближается к нему на 48 млн км (Меркурий в афелии находится в 69,8 млн км от Солнца).
Сближение с Землёй состоялось 15 апреля 2018 года в 6:41 UTC, расстояние — 193 тыс. км (0,52 расстояния до Луны), относительная скорость 29,585 км/c (106 505 км/ч).
Диаметр астероида может достигать 111 м.

## Сближения
| дата            | а. е.    | расстояний до Луны | небесное тело |
| --------------- | -------- | ------------------ | ------------- |
| 15.04.2018 6:41 | 0,001290 | 0,503              | Земля         |
| 15.04.2018 9:59 | 0,000876 | 0,341              | Луна          |